# Märrklobb
Das europäische Vogelschutzgebiet Märrklobb liegt in der Ostsee zwischen Turku und der Insel Fasta Åland östlich der Inseln Brändö und Åva. Es gehört zur finnischen Provinz Åland. Das 1,75 ha große Schutzgebiet umfasst mehrere abgelegene Schären, auf denen verschiedene Seevögel brüten.
Das Gebiet wurde im Jahr 2020 als Vogelschutzgebiet gemeldet und ist das kleinste der finnischen Vogelschutzgebiete.

## Schutzzweck
Folgende Vogelarten sind für das Gebiet gemeldet; Arten, die im Anhang I der Vogelschutzrichtlinie geführt sind, sind mit * gekennzeichnet:
| Bild              | Anhang I | EU Code | Art               | wissenschaftlicher Name |
| ----------------- | -------- | ------- | ----------------- | ----------------------- |
| Heringsmöwe       |          | A183    | Heringsmöwe       | Larus fuscus            |
| Raubseeschwalbe   | *        | A190    | Raubseeschwalbe   | Sterna caspia           |
| Flussseeschwalbe  | *        | A193    | Flussseeschwalbe  | Sterna hirundo          |
| Küstenseeschwalbe | *        | A194    | Küstenseeschwalbe | Sterna paradisaea       |